# 背紋似鱗頭鰍
背紋似鱗頭鰍為輻鰭魚綱鯉形目鰍科的其中一種，為熱帶淡水魚，分布於亞洲印尼淡水流域，棲息在底層水域，生活習性不明。

## 扩展阅读
維基物種上的相關：背紋似鱗頭鰍